# Эзерниекская волость
Э́зерниекская волость (латыш. Ezernieku pagasts) — одна из 26 территориальных единиц Краславского края Латвии. Граничит с Андзельской, Дагдской, Сваринской и Шкяунской волостями своего края, а также с Рунденской волостью  Лудзенского края и Каунатской волостью Резекненского края. Административным центром волости является село Эзерниеки.
Часть территории волости занимает национальный парк Разнас.